# Tågåkeriet i Bergslagen

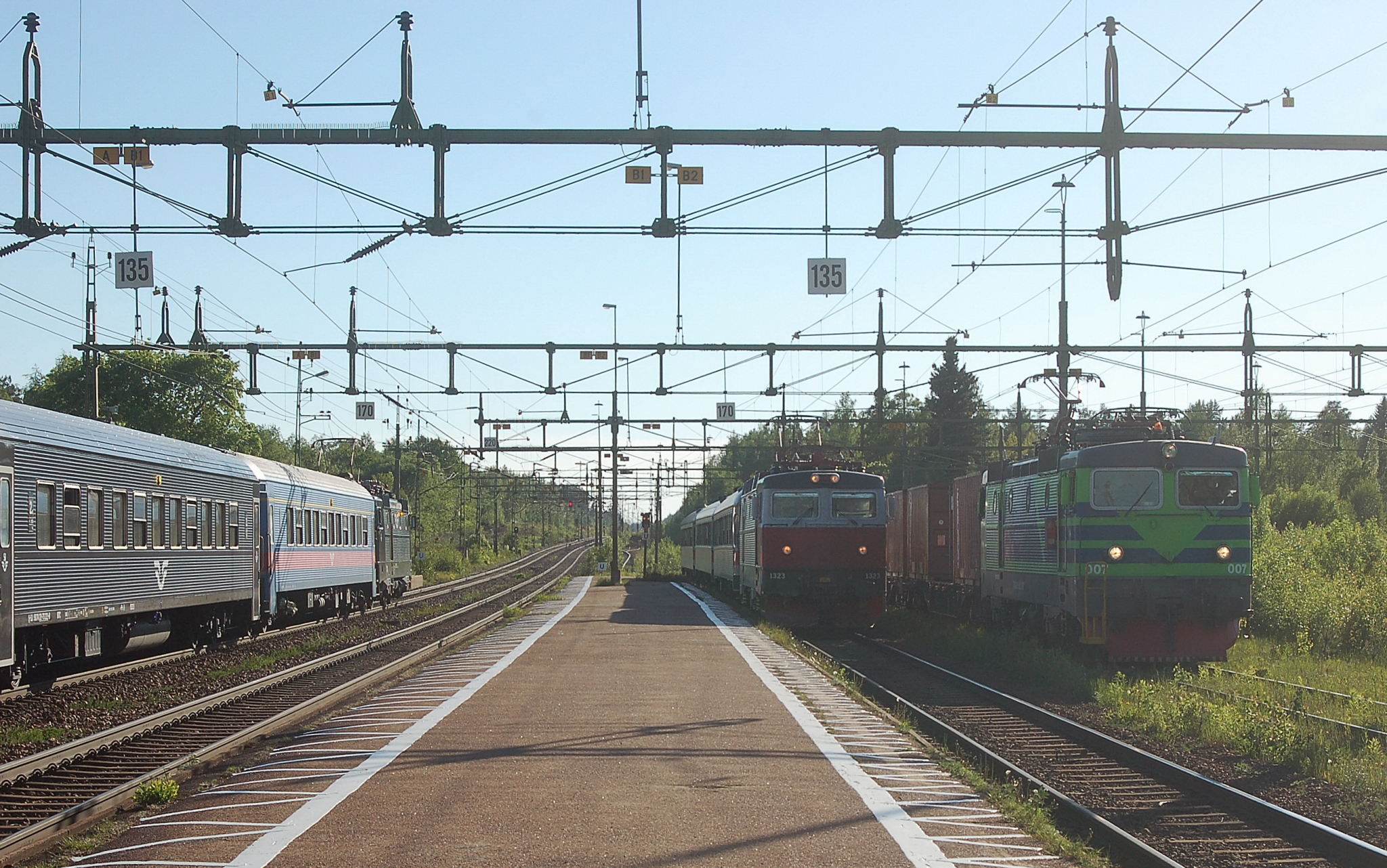
Personentreinen van TÅGAB op station Låxa

Tågåkeriet i Bergslagen AB (TÅGAB) is een in 1994 opgerichte Zweedse spoorwegonderneming met hoofdkantoor in Kristinehamn. TÅGAB is actief in het goederenvervoer in Zweden en Noorwegen, in Noorwegen in opdracht van Jernbaneverket. 
De onderneming is ook actief in het Zweedse personenvervoer en rijdt op de volgende trajecten:
- Falun - Kristinehamn - Skövde - Göteborg
- Karlstad - Kristinehamn - Skövde - Göteborg
- Falun - Kristinehamn - Karlstad - Trollhättan - Göteborg